# Death by Burning
Death by Burning (с англ. — «сожжение») — дебютный студийный альбом немецкой сладж-метал-группы Mantar, выпущенный 7 февраля 2014 года на лейбле Svart Records.

## Отзывы критиков
Альбом получил очень положительный приём у музыкальных критиков и слушателей. Рецензент Blabbermouth пишет: «то пространство, которое эти парни покрывают своими скудными средствами, чертовски впечатляет». Натали Валшотс из Exclaim! описала звучание группы как нечто среднее между Melvins и Darkthrone. В рецензии для Metal Hammer Конни Гордон назвал альбом лучшим дебютом года.

## Список композиций
| №                   | Название                | Длительность |
| ------------------- | ----------------------- | ------------ |
| 1.                  | «Spit»                  | 4:56         |
| 2.                  | «Cult Witness»          | 4:39         |
| 3.                  | «Astral Kannibal»       | 4:31         |
| 4.                  | «Into The Golden Abyss» | 3:49         |
| 5.                  | «Swinging The Eclipse»  | 4:14         |
| 6.                  | «The Berserker’s Path»  | 2:34         |
| 7.                  | «The Huntsmen»          | 3:56         |
| 8.                  | «The Stoning»           | 2:56         |
| 9.                  | «White Nights»          | 5:52         |
| 10.                 | «March Of The Crows»    | 7:54         |
| Общая длительность: | Общая длительность:     | 44:27        |

## Участники записи
- Эринч Сакаруа — ударные, вокал
- Ханно Кленхардт — гитара, вокал